# 打中
打中（うちなか）は愛知県名古屋市中川区にある町名。現行行政地名は打中一丁目及び打中二丁目。住居表示未実施。

## 地理
名古屋市中川区の中央部に位置し、東に中郷、西に打出、南に法華西町、北に野田と接する。

## 歴史

### 町名の由来
打出と中郷の合成地名。

### 沿革
- 1977年（昭和52年）5月1日 - 中川区中郷町の一部により、打中一丁目および同二丁目がそれぞれ成立[6]。
- 1979年（昭和54年）8月19日 - 中川区打出町・打出本町の各一部が打中一丁目および同二丁目にそれぞれ編入される[6]。
- 1984年（昭和59年）11月3日 - 中川区打出本町・野田町・八王子町の各一部が打中一丁目に編入される[6]。

## 世帯数と人口
2019年（平成31年）1月1日現在の世帯数と人口は以下の通りである。
| 丁目       | 世帯数  | 人口    |
| ---------- | ------- | ------- |
| 打中一丁目 | 468世帯 | 1,023人 |
| 打中二丁目 | 364世帯 | 782人   |
| 計         | 832世帯 | 1,805人 |

## 学区
市立小・中学校に通う場合、学校等は以下の通りとなる。また、公立高等学校に通う場合の学区は以下の通りとなる。なお、小学校は学校選択制度を導入しておらず、番毎で各学校に指定されている。
| 丁目       | 小学校                                    | 中学校               | 高等学校 |
| ---------- | ----------------------------------------- | -------------------- | -------- |
| 打中一丁目 | 名古屋市立荒子小学校 名古屋市立野田小学校 | 名古屋市立一柳中学校 | 尾張学区 |
| 打中二丁目 | 名古屋市立荒子小学校                      | 名古屋市立一柳中学校 | 尾張学区 |

## 交通
- 愛知県道107号中川中村線
- 愛知県道229号八田停車場線

## 施設
- 名古屋中郷郵便局
- 打中幼稚園
- 愛知トヨタ 八田店
- スギ薬局 打中店

## その他

### 日本郵便
- 郵便番号 : 454-0927[2]（集配局：中川郵便局[9]）。